# Сурб-Никогайос
Церковь Сурб-Никогайос (Армянская церковь Святого Николая Чудотворца, арм. Սուրբ Նիկողայոս եկեղեցի) — памятник архитектуры в Евпатории, Крым. На территории церкви находится дом престарелых и инвалидов. Вокруг армянской церкви некогда располагался армянский квартал.

## История
Предыдущая армянская церковь была разрушена, есть предположение, что армянский храм стал основой современного текие дервишей. Армянам пришлось возводить новую церковь — на другом месте. Сначала храм был деревянным. В «Справочной книге города Евпатории и уезда», изданной в 1888 году, история армянского храма описана так: «За крепостью находился квартал армян и Церковь св. Николая, сожжена татарами, потом была выстроена деревянная, вместо которой в 1817 году была заложена каменная с тремя воротами». Сооружалась церковь довольно долго, так как не хватало денег. Строительство новой церкви было завершено, как считает Вардгес Микаелян, только в 30-40-х годах XIX века.
Во время Крымской войны Евпатория перешла под контроль англо-франко-турецких войск. В армянской церкви стал на постой французский гарнизон. Солдаты оставили многочисленные граффити (были найдены во время проведения реконструкции), оштукатуренные по окончании войны местной общиной. На камнях отчетливо проступает дата «1855» и имена французских солдат: Рикарди, Фабри и Филиппа.
После Крымской войны вокруг появился фруктовый сад. Рядом — здание начального училища (1891), позже — церковно-приходская школа для мальчиков (1909).
Советская власть церковь закрыла, настоятель был выселен, купола, колокольня и порталы были разрушены.
С 1984 года является памятником архитектуры. В июне 2012 года в День празднования армянской культуры отреставрированная церковь была открыта.
В 2019 году здание церкви, церковной школы и дом причта (настоятеля), находившиеся ранее в оперативном управлении Евпаторийского дома-интерната для престарелых, переданы армянской церкви в безвозмездное пользование сроком на 100 лет.

## Архитектура
Армянская церковь Сурб Никогаёс (Святого Николая Чудотворца) возведено из гладко отесанных блоков белого известняка. Некогда это была купольная базилика, три ее нефа перекрыты сводами, алтарная часть завершена полукруглой апсидой. Восьмигранный барабан (на четырех колоннах) и купол утрачены.
Церковь имеет западный, северный и южный входы. Над ними были небольшие портики с крестовыми сводами. Западный служил колокольней. На восточной стене сохранился хачкар, дословно «крест-камень» — рельефное изображение креста, непременный атрибут армянской культовой архитектуры. Над нижним рядом прямоугольных окон, оформленных наличниками со стрельчатой бровкой, расположен ряд круглых отверстий.